# Джей Майкъл Стразински
Джоузеф Майкъл Стразински (на английски: Joseph Michael Straczynski), известен още със съкратено първо лично име като Джей Майкъл Стразински (J. Michael Straczynski), е американски сценарист, продуцент, писател фантаст и автор на научнофантастични комикси.

## Биография и творчество
Той е роден на 17 юли 1954 г. в град Патърсън в щата Ню Джърси, САЩ.
Стразински е създател на телевизионните сериали „Вавилон 5“, Кръстоносен поход и „Джеремая“. Работил е по комиксите Спайдър-Мен и Тор за Марвел.